# Madison County, Ohio
Madison County är ett administrativt område i delstaten Ohio, USA, med 43 435 invånare. Den administrativa huvudorten (county seat) är London.

## Geografi
Enligt United States Census Bureau har countyt en total area på 1 207 km². 1 205 km² av den arean är land och 2 km² är vatten.

### Angränsande countyn
- Union County - norr
- Franklin County - öst
- Pickaway County - sydost
- Fayette County - söder
- Greene County - sydväst
- Clark County - väst
- Champaign County - nordväst

### Orter
- London (huvudort)
- Midway
- Mount Sterling
- Plain City (delvis i Union County)
- South Solon
- West Jefferson